# 波田町
波田町（はたまち）は、かつて長野県中西部の東筑摩郡に存在していた町。
長野県全体の人口が減少している中、県内トップクラスの人口増加率を誇っていた。なお、旧町域には市町村の合併の特例に関する法律（合併特例法）に基づく地域自治区が2015年3月31日を期限として設置された。
サラダ街道という観光道路や特産の下原スイカ（しもはらスイカ）で有名。町のキャッチフレーズは「河岸段丘に味なまち」。

## 町名の由来
1874年に上波多村、下波多村、三溝村が合併し波多村となっていた。しかし1930年ころから生じた上水道敷設問題での村内の対立は、政友・民政両党勢力の対立になって流血事件まで引き起こした。このため、1933年1月には村長職務管掌として県職員が派遣されるに至る。その村長職務管掌者の下で2月に「波（波乱）が多い」と読める村の名称を「波田」と改めた。また、「波田」の名称には、豊富な水田に対する望みがこめられていたと言われる。

## 地理
波田町は梓川右岸の河岸段丘上にあり、標高約700メートル前後である。町北側の松本市梓川地区との境に梓川が流れている。梓川の河岸段丘により南側から北側へ傾斜がある。また町の西側にある旧安曇村には飛騨山脈（北アルプス）がそびえており、西側から東側に向かって傾斜がある。
町の行政区域の8割は山である。集落や耕作地があるのは町全体の面積の2割である。この8割を占める山の区域にはまったく人が住んでいない。そのため、町の面積の8割が山であることはあまり意識されていない。

### 河川
梓川は前項の通り。
町の中には、黒川堰（せぎ）、波田堰、和田堰がある。いずれも梓川から取水して、水田に灌漑するため人工的に掘削されたものである。中でも波田堰は、古くからの集落である下波田地区と、新しい集落である下原地区の間に広がる水田をうるおすこととなり、水稲の作付制限が始まるまでは、150haと言われた一面の水田地帯が広がっていた。波田堰水利の永久の安全を祈るための「水神社」が1881年（明治15年）に造られ、今に残っている。また、波田下の段から下流2700haを灌漑している和田堰は、その成立が平安時代にさかのぼると言われる。黒川堰は、黒川から取水するように造られたが、1971年の東京電力梓川ダム完成に伴い、梓川から取水するように改造された。
山から流れ出している小河川もある。上海渡地区に流れ下る水沢川、上波田地区に流れ下る男女沢、栗谷俣、赤松沢などである。中世以前においては、これら小河川が集落住民の生活用水や農業用水を供給していた。

### 山
波田町の西南端にある鉢盛山（標高2448m）は、町内の最高峰である。鉢盛山は、波田町・松本市奈川・東筑摩郡朝日村・木曽郡木祖村の境界をなす。鉢盛山から北北東に伸びる尾根が波田と奈川の境界をなし、少し下って波田と安曇の境界になる。また北東に伸びる尾根が波田と朝日の境界をなし、少し下って波田と山形の境界となる。この2つの尾根に挟まれた谷筋が波田の山間部であり、この部分への降水を集めた川が黒川である。黒川沿いに登山路があり、松本市役所への届出をすれば登攀が可能である。
上記2つの尾根からはずれて挟まれた所に、白山（標高1387m）がある。別名を水沢山と言い、山腹には明治維新によって廃寺とされた若沢寺跡地が、山頂にはその若沢寺が創建された当時の遺跡である元寺場（もとてらば）遺跡がある。元寺場遺跡からは平安時代前半期のものもわずかに出土し、後半期のものが多く出土している。

### 気候
- 気象情報の警報・注意報の区分は長野県中部、松本地域に属す。
- 松本盆地は、日本の代表的な中央高地式気候（内陸性気候）地帯である。降水量は年間を通して少なく1200mm程度である。夏と冬の寒暖差（年較差）が大きく、夏の日中と夜間の寒暖差（日較差）も大きい。松本市旧市街地域よりも気温が若干低く、降水量も若干多い。
- 飛騨山脈からの吹き降ろしの風（アルプス颪）が吹く。

### 隣接していた自治体
波田町は平成の大合併により当初は他の4村（梓川村・四賀村・奈川村・安曇村）とともに松本市に編入される予定だったが、住民投票の結果により合併が頓挫したため東、北、西の三方を松本市に囲まれ波田町が取り残されるような格好になっていた。その後の事情の変化（#歴史参照）により松本市に合併された。
隣接する自治体の中でも平地上で隣接する山形村とは特に密接な関係にある。また、朝日村とも同じ郡に属すためやや密接な関係にある。
- 山形村（南側）
- 梓川村（北側。梓川の対岸で、八景山橋・梓川橋・下島橋でつながる）
- 安曇村（西側。梓川・黒川の対岸で、主に新淵橋でつながる）
- 朝日村（山岳部で隣接）
- 木祖村（山岳部で隣接）

### 町内のエリア

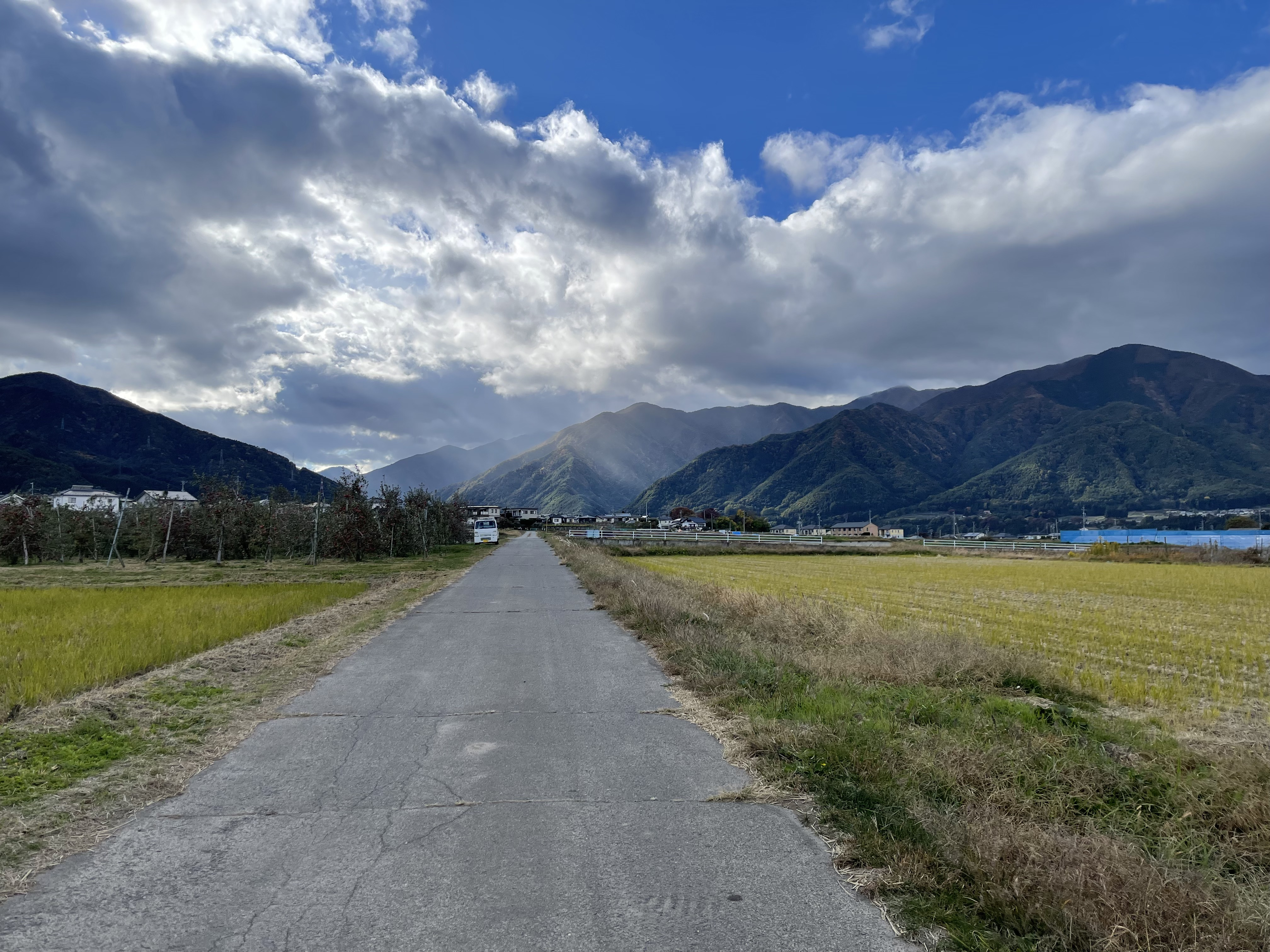
農業地の中心

商業地
波田駅周辺にスーパーマーケットやテナントビルがあり、町内の商業の中心となっている。このほか、昭和町商店街や国道158号沿いにはドラッグストアや小規模な店舗などがある。波田町は道路整備が周辺の自治体に比べ遅れているため、郊外型店の出店は限られており、隣接する山形村にある郊外型店への買い物が多い。
住宅地
町の東部、森口方面やひばりヶ丘周辺に新興住宅地が形成されている。これらの多くは田畑を開発したものだ。古くからある住宅地（集落）は長野県道25号塩尻鍋割穂高線沿いなどに多い。
農業地
特産の松本ハイランドすいか・下原スイカは町東南部の畑で栽培されている。また、梓川沿いの地区に水田が見られる。
| 区 ※1 | 俗地名 ※2                                        | 段 ※3 | 概要 |
| --- | ------------------------------------------------ | ----- | --- |
| 1区 | 三溝（さみぞ）、下三溝、南原                     | 下    | 三溝駅がある。北部は古くからの集落。おおよその位置 |
| 2区 | 三溝北村、中上手（なかわで）                     | 下    | 北部は古くからの集落。おおよその位置 |
| 3区 | 下島、三溝新田                                   | 下    | 梓川高等学校、下島駅がある。国道158号沿いには小規模な商店も見られる。 おおよその位置 |
| 4区 | 押出（おしで）、上嶋（かみじま）、金折、十三経塚 | 下    | 国道158号沿いにはドラッグストア、小規模な商店が見られる。十三経塚には江戸時代初頭の隠れキリシタンの伝承が残る。おおよその位置                                                                             |
| 5区 | 鍋割                                             | 下    | 波田町役場、波田小学校、波田中学校、図書館などの入る情報文化センター、波田総合病院、中央公民館、総合体育館、波田駅がある町の中心部。 長野県に展開するスーパーデリシア波田駅前店などがある。おおよその位置 |
| 6区 | 下波田                                           | 上    | 住宅と田畑が混在している。おおよその位置 |
| 7区 | 下波田南村                                       | 上    | 住宅と田畑が混在している。おおよその位置 |
| 8区 | 中波田（中東部）                                 | 上    | 長野県道25号塩尻鍋割穂高線沿いには小規模な商店が見られる。おおよその位置 |
| 9区 | 中波田（南部）、唐沢                             | 上    | 住宅と田畑が混在している。おおよその位置 |
| 10区 | ひばりヶ丘（西部）、昭和町、中波田（北部）       | 上    | 長野県道25号塩尻鍋割穂高線沿いには小規模な商店が見られる（昭和町商店街）。おおよその位置 |
| 11区 | 中波田（中西部）、中波田新田、中沢               | 上    | 住宅と田畑が混在している。おおよその位置 |
| 12区 | 横町                                             | 上    | 住宅と田畑が混在している。おおよその位置 |
| 13区 | 上波田（東部）                                   | 上    | 住宅と田畑が混在している。おおよその位置 |
| 14区 | 上波田（西部）                                   | 上    | 波田神社、若沢寺跡、田村堂などがあり、かつて信濃日光と言われた町の名残がある。おおよその位置 |
| 15区 | 淵東（えんどう）                                 | 下    | 渕東駅がある。おおよその位置 |
| 16区 | 天神原、上海渡                                   | 下    | 住宅と田畑が混在している。おおよその位置 |
| 17区 | 上赤松、前淵                                     | 下    | 新島々駅があり、上高地、乗鞍高原などへの玄関口となっている。おおよその位置 |
| 18区 | ひばりヶ丘（東部）、竜島                         | 下    | 竜島温泉がある。おおよその位置 |
| 19区 | 下原                                             | 上    | 下原スイカの産地。おおよその位置 |
| 20区 | 学院（保健センター周辺）                         | 上    | 近年宅地開発が激しい。保健センターなどの公共施設もある。おおよその位置 |
| 21区 | 中下原（ちゅうげはら）                           | 上    | 山のふもとにある。おおよその位置 |
| 22区 | 森口、御殿場                                     | 下    | 森口駅がある。国道158号沿いには小規模な商店が見られる。おおよその位置 |
| 23区 | 学校通り                                         | 下    | 波田小学校、波田中学校西側の地区。おおよその位置 |
| 24区 | 三溝団地                                         | 上    | 県営三溝団地がある。おおよその位置 |
| 25区 | 北原団地（西部）                                 | 上    | 北原団地がある。おおよその位置 |
| 26区 | 北原団地（東部）                                 | 上    | 北原団地がある。おおよその位置 |
| 27区 | 中巾                                             | 下    | 住宅と田畑が混在している。おおよその位置 |
| *1行政活動、公民館活動の区分 *2大字を編成しない町であるため、俗称として使われている *3町内では河岸段丘地形の上を「上の段」、下を「下の段」と呼んでいる。 |                                                  |       | |

なお、松本市への合併以降の地名表示は「東筑摩郡波田町 - 」が「松本市波田 - 」となる。

## 歴史

### 古代史
8世紀初めに、波田・安曇・山形・和田にかけての地域に、大野牧という養馬を目的とした牧場（御牧＝みまき＝勅旨牧）が造られた（延喜式）。これは、663年に白村江の戦いで新羅と唐の連合軍に敗れ、応援していた高句麗が668年に滅ぼされた背景に、自国の騎馬の貧弱さがあると考えた朝廷が勅旨をもって、全国に33の御牧を造ったが、その1つであり、中信地方には、大野牧以外にも、埴原牧（松本市中山・内田・塩尻市片丘広丘）と猪鹿牧（穂高）が造られた。
その後、大野御牧の牧長であった秦氏は、牧内の水利のよい場所を私墾田として開発し、ここを不輸・不入の特権を持つ荘園として実権を握る。872年に編纂された『貞観寺領目録』には、「信濃国　大野庄　百二町二段五十歩　在筑摩郡」と記録されている。
また、仁和寺文書でも、大野牧があった地区を大野庄と呼称するように変転している。現在の梓川のことは、この大野を流れていたことから、「古くは大野川と言っていたと思われる」。
秦氏はまた、灌漑工事が得意であった。波田赤松の地に堰堤を造り大井口水門とし、大井堰（和田堰）を開削して、この用水をもって筑摩野の原野に水田を開いた。『和名抄』（937年）には、筑摩郡の6郷として、良田・崇賀・辛犬・錦服・山家・大井が載っている。大井郷はこの大井堰が郷名になったものと考えられ、『和名抄』編纂以前に大井堰はできていた。
平安時代（794年 - 1191年）の初期から続いていた「大野庄」の地名は消滅し、平安末には「畠郷（庄）」に変わった。

### 近代史年表

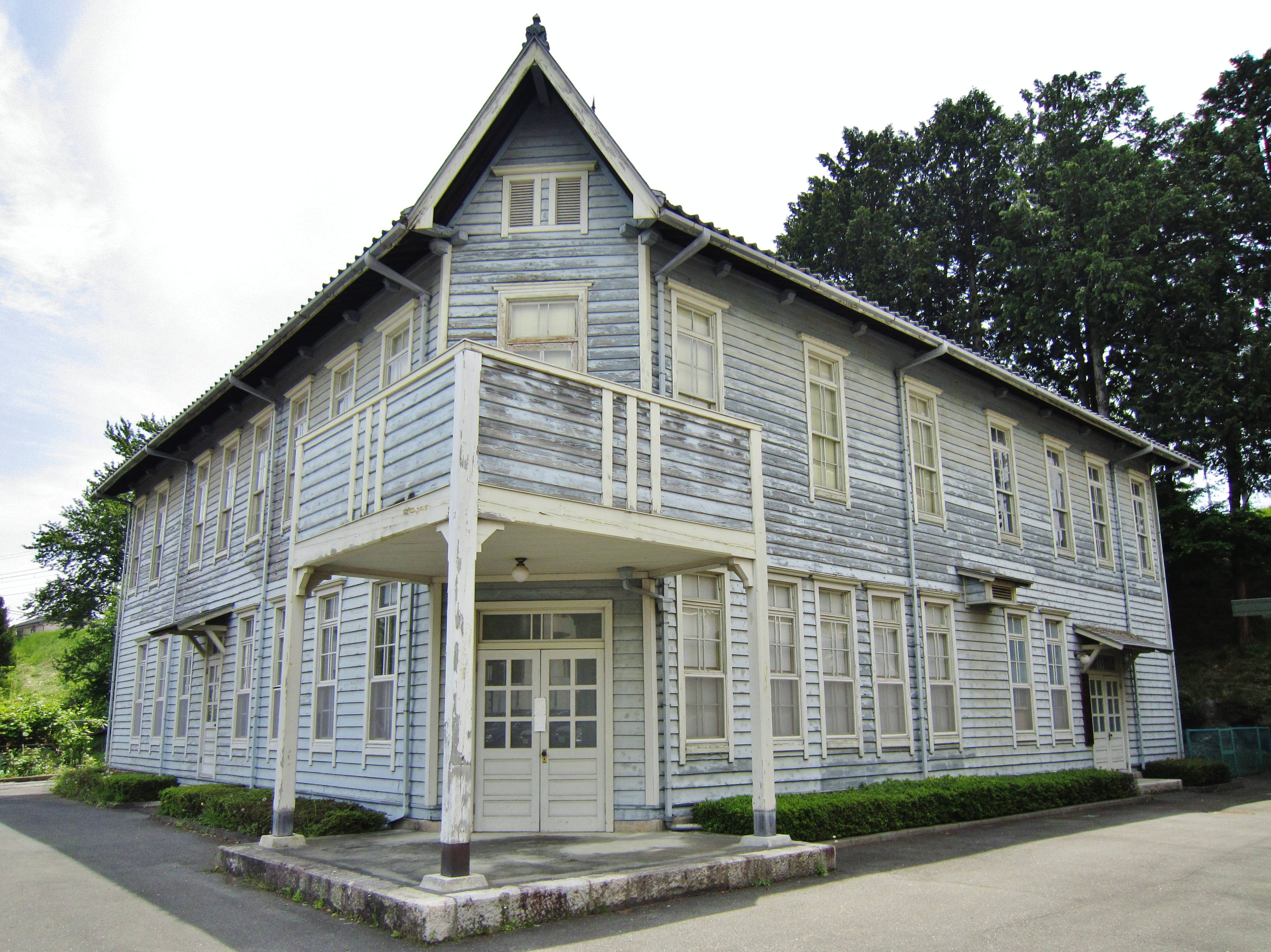
旧・波田町役場
1925年（大正14年）完成。

- 江戸時代中期以降 - 上波多では若沢寺が「信濃日光」と呼ばれるまで繁栄していた。
- 1871年 - 廃仏毀釈により、若沢寺などの建物が破却・移転され消失した。
- 1874年10月7日 - 筑摩県筑摩郡上波多村・下波多村・三溝村が合併し波多村となる。
- 1875年 - 波田堰の通水が進み28町1反1畝が開田された。その後、開田はさらに広がる。
- 1876年 - 長野県に移管される。
- 1879年1月4日 - 郡区町村編制法の施行により東筑摩郡の所属となる。
- 1889年4月1日 - 町村制施行。単独で波多村発足。
- 1911年 - 村の中心部を南北につなぐ郡道坂が、河岸段丘を切通しして開通する。
- 1933年2月16日 - 波田村に改称。
- 1973年4月1日 - 町制施行し波田町となる。
- 2004年6月24日 - 隣接する松本市との合併に関する住民投票を実施。結果は反対が多数となり自立の道を選択。しかし、その後合併推進派の町長が当選したため、合併への流れが再び動き出した。
- 2006年12月19日 - 改めて行われた松本市との合併を問う任意の住民意向調査で、合併賛成が63％と反対の25％を上回る。
- 2010年3月31日 - 松本市に編入し消滅。

## 人口
老年人口は19.0%で、長野県全体の平均より4%も低い。

## 行政
ごみ処理、消防業務などの業務は隣接している松本広域連合やその他の一部事務組合を通じて松本市などと共同で行っていた。
- 所轄広域連合：松本広域連合
- 所轄警察署：松本警察署（波田交番）
- 所轄消防署：松本広域消防局山形消防署

### 町長
太田典男（前町議） 2005年7月25日就任

## 立法
町政
- 町議会 - 定数は12（公明党1、共産党1、無所属10。うち女性議員は2人） 任期は2011年4月29日まで。

県政
- 長野県議会選挙区 - 東筑摩郡選挙区（定数1）

国政
- 衆議院選挙区 - 長野県第2区

## 教育

### 保育園
- 松本市立みつば保育園
- 松本市立波田中央保育園
- 松本市立波田ひがし保育園
- 松本市立渕東保育園

### 学校施設
- 長野県梓川高等学校
- 松本市立波田中学校
- 松本市立波田小学校

### 社会教育・運動施設
- 波田図書館
- 波田文化センター
- 中央運動広場
- 扇子田運動公園
- マレットゴルフ場

## 医療・福祉
| - 医療機関 - 松本市立病院 - 上條医院 - 中野医院 - 芽ぐみのクリニック - 森口整形外科病院 - 真関歯科医院 - 早田歯科医院 - 中央歯科医院 - アワノ歯科 - ひばりヶ丘歯科医院 | - 介護施設 - 介護老人福祉施設ちくまの - 介護老人保健施設のむぎ - グループホーム波田の家 - 松本市波田デイサービスセンターふれあい - 松本市波田デイサービスセンターきたはらっぱ - はた敬老園デイサービスセンター - デイケアあすなろ - 松本市立病院訪問看護ステーション - 松本市社会福祉協議会はたヘルパーステーション - はた敬老園ヘルパーステーション - 松本市立病院居宅介護支援事業所 |

## 経済
近年第3次産業の人口が漸増。1995年から2000年までの増加率は5年間で5%増。
第1次産業
農業では特産の下原スイカが有名。山林育成のための苗木生産は歴史も古く、かつては松本営林署の苗圃があった。リンゴ栽培も盛んで、稲作や長芋も多い。
第2次産業
宮地エンジニアリング（旧宮地鉄工所）松本工場が1945年以来操業していたが、2009年3月に大幅縮小があった。
第3次産業
就労人口のうち、第3次産業の人口は大きく伸びているが、これらの多くは松本市・安曇野市・塩尻市等、町外での就労も含む。町内の伸び率は平坦である。

## 交通

### 鉄道
- 松本電気鉄道（現：アルピコ交通）上高地線
  - （松本市） - 三溝駅 - 森口駅 - 下島駅 - 波田駅 - 渕東駅 - 新島々駅
    - 1983年9月までは新島々駅より1駅先の島々駅まで運行されていたが、台風による被害で不通となり、そのまま1985年に廃止された。
    - 波田町が松本市へ合併以前から松本市では市内在住の高齢者向けに福祉100円パス事業を実施していたが、波田町にある各駅は対象外だった。

### 道路
町内の道路は東西方向の軸は国道158号である。これを補う東西方向の軸として、松本環状高家線和田殿交差点から西進し北原団地へ通じる町道がある（旧称は和田道。1970年代初めに行われた農業構造改善事業以前には、通称郡道坂の要衝交差点に直通していた。ところが、事業に際して、集落内生活道路を通過し屈曲するように変更されてしまった）。南北方向の軸は昔からの集落内を通過する長野県道25号塩尻鍋割穂高線と、新しい道路である長野県道315号波田北大妻豊科線および長野県道449号上竹田波田線をつなぐものである。ただし、県道449号上竹田波田線は、県が位置指定をしたが道路造成に着手する姿勢がない。このため、以前からある国道158号三神社交差点から南進し下原から山形村下竹田へ通じる市道（旧称は山形街道）が代替道路になっており、車両交通が多く、路側帯もないため歩行者には危険である。この市道拡幅工事は河川（波田堰の末流）の移動を含む大工事として交通量の少ない南方から逐年進んでいる。
- 一般国道
  - 国道158号（梓川沿いのバイパス線は工事が中止されていたが、2013年に5年ぶりに再開し、一部竣工した。バイパス（渋滞対策道路）東端の他道路との接続については、下記インターチェンジ関連記事を参照のこと。バイパスとしての機能はまだない）
- 都道府県道
  - 長野県道25号塩尻鍋割穂高線（サラダ街道、一部は通称:郡道坂）
  - 長野県道315号波田北大妻豊科線：三溝新田交差点
  - 長野県道449号上竹田波田線
- 高速道路
  - 町内で事業化されているインターチェンジ：中部縦貫自動車道 波田インターチェンジ

2013年12月11日、国土交通省長野国道事務所は、島立で地元の町会長など約20人に、「松本波田道路」（延長5.3 km、4車線、幅約20mで、高さ6メートルを超す盛り土区間と橋梁部で建設）についての説明会を開催した。2014年1月から地権者ら地元住民対象の説明会を開き、理解を得られれば地質調査や測量を始める方針。松本インターチェンジよりも南の島立地区に造る松本ジャンクションで長野自動車道を分岐させ、波田の渋滞対策道路と長野県道315号波田北大妻豊科線の交差点である三溝新田交差点付近に波田インターチェンジを造る計画である。波田ICの西は渋滞対策道路から国道158号を経て上高地・安房峠・乗鞍高原方面へ、北は梓川（下島橋）を渡って安曇野へ、南は国道158号とのT字路で行き止まり（長野県道449号上竹田波田線につなぐはずなのだが）。凍結されていた計画が、約12年ぶりに動き出す。続いて12月中に、新村和田・波田の各地区で同様な説明会が開催される。

## 名所・旧跡・観光
上高地へのメインルートである国道158号が町内を東西に通っている。
- サラダ街道（中心部を南北に貫く）
- 若沢寺跡・田村堂（上波田地区）
- 仁王尊股くぐり祭り（若沢寺の仁王門、上波田地区、4月第3土曜・日曜日）
- ケショウヤナギ群生地（梓川の河原）
- カタクリ群生地（上海渡かたくり園）
- 竜島温泉せせらぎの湯（竜島地区）

### 寺社
- 盛泉寺
- 安養寺（二十数本のしだれ桜で有名）
- 薬師堂（下波田地区）
- 波多神社（上波田地区、祭礼は9月下旬、祭礼では山車が引かれる）
- 三神社（森口地区、祭礼は9月下旬）
- 諏訪神社（中波田地区、祭礼は9月下旬、祭礼では山車が引かれる）

### 城跡
- 波多山城跡
- 淡路城跡
- 櫛木城跡

## 姉妹都市
- 静岡県伊豆市

## 出身有名人
- 松井道夫（経営者、1953年生まれ、出生後まもなく転出）
- 水島努（アニメーション監督、1965年北海道生まれ、その後に波田へ）
- 新宿タイガー（伝説の新聞配達）

### 関連する有名人
- 和合恒男（農本主義者、松本市横田1901年生まれ）
- 臥雲辰致（発明家、安曇野市堀金1841年生まれ）